# Copa Espírito Santo de Futebol de 2022
A Copa Espírito Santo de Futebol de 2022 foi a 19ª edição do segundo torneio de futebol mais importante do estado do Espírito Santo. Com início em 14 de maio e término em 30 de julho, a competição contou com a participação de quatorze equipes e teve o Vitória como campeão.

## Regulamento
Na Primeira Fase, os quatorze participantes foram divididos em duas chaves com sete equipes cada, onde jogam entre si em turno único, com os quatro melhores de cada chave avançando às Quartas de Final. A Fase Final é disputada em sistema de mata-mata, onde os clubes se enfrentam em cruzamento olímpico com jogos de ida e volta, até as semifinais. Os times com melhores campanhas na primeira fase têm o mando de campo nos jogos de volta da fase final.
A final será realizada em jogo único no Estádio Kleber Andrade. O campeão ganha o direito de disputar a Copa do Brasil de 2023, enquanto o vice-campeão garante a sua vaga na Copa Verde de 2023.

### Critérios de desempate
Os critérios de desempate serão aplicados na seguinte ordem para cada fase:
Primeira Fase
1. Maior número de vitórias
2. Maior saldo de gols
3. Maior número de gols pró (marcados)
4. Confronto direto
5. Menor número de cartões vermelhos
6. Menor número de cartões amarelos
7. Sorteio

Quartas de Final e Semifinais
1. Maior saldo de gols nos dois jogos
2. Disputa por pênaltis

Final
1. Disputa por pênaltis

## Participantes
| \| Clube \| Cidade \| Temporada 2021 \| Estádio \| Capacidade[3] \| Títulos (último) \| \| -------------------------------------------------------------------- \| ----------------------- \| -------------- \| ---------------------------------- \| ------------- \| ------------------ \| \| Aster Brasil Futebol Clube \| Vitória \| 2º lugar \| Kleber Andrade \| 21 800 \| 0 (não possui) \| \| Centro de Treinamento Edmílson Colatina Futebol Clube (CTE Colatina) \| Colatina \| 12º lugar \| Justiniano de Mello e Silva \| 2 600 \| 0 (não possui) \| \| Associação Desportiva Ferroviária Vale do Rio Doce \| Cariacica \| 5º lugar \| Engenheiro Araripe \| 7 700 \| 2 (último em 2012) \| \| Estrela do Norte Futebol Clube \| Cachoeiro de Itapemirim \| Não participou \| Sumaré \| 6 000 \| 3 (último em 2005) \| \| Grêmio Esportivo Laranjeiras \| Serra \| 14º lugar \| Robertão \| 2 000 \| 0 (não possui) \| \| Linhares Futebol Clube \| Linhares \| Não participou \| Sernamby \| 4 500 \| 0 (não possui) \| \| Nova Venécia Futebol Clube \| Nova Venécia \| 1º lugar \| Zenor Pedrosa Rocha \| 2 000 \| 1 (em 2021) \| \| Pinheiros Futebol Clube \| Pinheiros \| 15º lugar \| Estádio João Soares de Moura Filho \| 1 500 \| 0 (não possui) \| \| Real Noroeste Capixaba Futebol Clube \| Águia Branca \| 9º lugar \| José Olímpio da Rocha \| 5 281 \| 4 (último em 2019) \| \| Rio Branco Atlético Clube (Rio Branco-ES) \| Vitória \| 6º lugar \| Kleber Andrade \| 21 800 \| 1 (em 2016) \| \| Sociedade Desportiva Serra Futebol Clube \| Serra \| 3º lugar \| Robertão \| 2 000 \| 0 (não possui) \| \| Sport Club Brasil Capixaba Ltda \| Serra \| 13º lugar \| Gil Bernardes \| 1 000 \| 0 (não possui) \| \| Vilavelhense Futebol Clube \| Vila Velha \| 7º lugar \| Kleber Andrade \| 21 800 \| 1 (em 2006) \| \| Vitória Futebol Clube \| Vitória \| Não participou \| Salvador Costa \| 3 000 \| 3 (último em 2018) \| · Nova Venécia Desportiva Ferroviária Real Noroeste Estrela do Norte CTE Colatina Vilavelhense Linhares Pinheiros Serra Serra: · Grêmio Laranjeiras · Serra · Sport Vitória Vitória: · Aster Brasil · Rio Branco-ES · Vitória-ESLocalização dos times no estado. |                         |                |                                    |            |                    |
| Clube | Cidade                  | Temporada 2021 | Estádio                            | Capacidade | Títulos (último)   |
| Aster Brasil Futebol Clube | Vitória                 | 2º lugar       | Kleber Andrade                     | 21 800     | 0 (não possui)     |
| Centro de Treinamento Edmílson Colatina Futebol Clube (CTE Colatina) | Colatina                | 12º lugar      | Justiniano de Mello e Silva        | 2 600      | 0 (não possui)     |
| Associação Desportiva Ferroviária Vale do Rio Doce | Cariacica               | 5º lugar       | Engenheiro Araripe                 | 7 700      | 2 (último em 2012) |
| Estrela do Norte Futebol Clube | Cachoeiro de Itapemirim | Não participou | Sumaré                             | 6 000      | 3 (último em 2005) |
| Grêmio Esportivo Laranjeiras | Serra                   | 14º lugar      | Robertão                           | 2 000      | 0 (não possui)     |
| Linhares Futebol Clube | Linhares                | Não participou | Sernamby                           | 4 500      | 0 (não possui)     |
| Nova Venécia Futebol Clube | Nova Venécia            | 1º lugar       | Zenor Pedrosa Rocha                | 2 000      | 1 (em 2021)        |
| Pinheiros Futebol Clube | Pinheiros               | 15º lugar      | Estádio João Soares de Moura Filho | 1 500      | 0 (não possui)     |
| Real Noroeste Capixaba Futebol Clube | Águia Branca            | 9º lugar       | José Olímpio da Rocha              | 5 281      | 4 (último em 2019) |
| Rio Branco Atlético Clube (Rio Branco-ES) | Vitória                 | 6º lugar       | Kleber Andrade                     | 21 800     | 1 (em 2016)        |
| Sociedade Desportiva Serra Futebol Clube | Serra                   | 3º lugar       | Robertão                           | 2 000      | 0 (não possui)     |
| Sport Club Brasil Capixaba Ltda | Serra                   | 13º lugar      | Gil Bernardes                      | 1 000      | 0 (não possui)     |
| Vilavelhense Futebol Clube | Vila Velha              | 7º lugar       | Kleber Andrade                     | 21 800     | 1 (em 2006)        |
| Vitória Futebol Clube | Vitória                 | Não participou | Salvador Costa                     | 3 000      | 3 (último em 2018) |

## Primeira Fase
Grupo A
| Pos | Times                  | Pts | J | V | E | D | GP | GC | SG  | %  | Classificação                     |
| --- | ---------------------- | --- | - | - | - | - | -- | -- | --- | -- | --------------------------------- |
| 1   | Rio Branco-ES          | 14  | 6 | 4 | 2 | 0 | 12 | 2  | +10 | 78 | Classificado às Quartas de Finais |
| 2   | Desportiva Ferroviária | 12  | 6 | 4 | 0 | 2 | 11 | 3  | +8  | 67 | Classificado às Quartas de Finais |
| 3   | Real Noroeste          | 9   | 6 | 2 | 3 | 1 | 8  | 3  | +5  | 50 | Classificado às Quartas de Finais |
| 4   | CTE Colatina           | 8   | 6 | 2 | 2 | 2 | 6  | 10 | –4  | 44 | Classificado às Quartas de Finais |
| 5   | Serra                  | 7   | 6 | 1 | 4 | 1 | 3  | 4  | –1  | 39 |                                   |
| 6   | Sport-ES               | 4   | 6 | 1 | 1 | 4 | 2  | 11 | –9  | 22 |                                   |
| 7   | Linhares               | 2   | 6 | 0 | 2 | 4 | 3  | 12 | –9  | 11 |                                   |

Grupo B
| Pos | Times              | Pts | J | V | E | D | GP | GC | SG  | %  | Classificação                     |
| --- | ------------------ | --- | - | - | - | - | -- | -- | --- | -- | --------------------------------- |
| 1   | Vitória-ES         | 16  | 6 | 5 | 1 | 0 | 20 | 3  | +17 | 89 | Classificado às Quartas de Finais |
| 2   | Nova Venécia       | 13  | 6 | 4 | 1 | 1 | 16 | 3  | +13 | 72 | Classificado às Quartas de Finais |
| 3   | Estrela do Norte   | 12  | 6 | 4 | 0 | 2 | 9  | 4  | +5  | 67 | Classificado às Quartas de Finais |
| 4   | Pinheiros-ES       | 10  | 6 | 3 | 1 | 2 | 5  | 4  | +1  | 56 | Classificado às Quartas de Finais |
| 5   | Vilavelhense       | 7   | 6 | 2 | 1 | 3 | 6  | 6  | 0   | 39 |                                   |
| 6   | Aster Brasil       | 0   | 5 | 0 | 0 | 5 | 3  | 16 | –13 | 0  |                                   |
| 7   | Grêmio Laranjeiras | 0   | 5 | 0 | 0 | 5 | 0  | 23 | –23 | 0  |                                   |

## Fase Final
|  | Quartas-de-final          | Quartas-de-final          | Quartas-de-final          | Quartas-de-final          |   |               | Semifinais                | Semifinais                | Semifinais                | Semifinais                |  |  | Final         | Final       | Final       | Final       |
|  | 02 de julho a 07 de julho | 02 de julho a 07 de julho | 02 de julho a 07 de julho | 02 de julho a 07 de julho |   |               | 16 de julho a 27 de julho | 16 de julho a 27 de julho | 16 de julho a 27 de julho | 16 de julho a 27 de julho |  |  | 30 de julho   | 30 de julho | 30 de julho | 30 de julho |
|  |                           |                           |                           |                           |   |               |                           |                           |                           |                           |  |  |               |             |             |             |
|  | Rio Branco-ES             | 0                         | 1                         | 1                         |   |               |                           |                           |                           |                           |  |  |               |             |             |             |
|  | Pinheiros-ES              | 0                         | 0                         | 0                         |   |               |                           |                           |                           |                           |  |  |               |             |             |             |
|  | Pinheiros-ES              | 0                         | 0                         | 0                         |   | Rio Branco-ES | 0                         | 1                         | 1                         |                           |  |  |               |             |             |             |
|  |                           |                           |                           |                           |   | Rio Branco-ES | 0                         | 1                         | 1                         |                           |  |  |               |             |             |             |
|  |                           | Real Noroeste             | 0                         | 0                         | 0 |               |                           |                           |                           |                           |  |  |               |             |             |             |
|  | Nova Venécia              | Real Noroeste             | 0                         | 0                         | 0 | 0             | 2                         | 2                         |                           |                           |  |  |               |             |             |             |
|  | Nova Venécia              |                           |                           |                           |   | 0             | 2                         | 2                         |                           |                           |  |  |               |             |             |             |
|  | Real Noroeste             | 1                         | 2                         | 3                         |   |               |                           |                           |                           |                           |  |  |               |             |             |             |
|  |                           |                           |                           |                           |   |               |                           |                           |                           |                           |  |  | Rio Branco-ES | 1 (2)       |             |             |
|  |                           |                           | Vitória-ES                | 1 (4)                     |   |               |                           |                           |                           |                           |  |  |               |             |             |             |
|  | Vitória-ES                | 3                         | 7                         | 10                        |   |               |                           |                           |                           |                           |  |  |               |             |             |             |
|  | CTE Colatina              | 0                         | 1                         | 1                         |   |               |                           |                           |                           |                           |  |  |               |             |             |             |
|  | CTE Colatina              | 0                         | 1                         | 1                         |   | Vitória-ES    | 2                         | 1                         | 3                         |                           |  |  |               |             |             |             |
|  |                           |                           |                           |                           |   | Vitória-ES    | 2                         | 1                         | 3                         |                           |  |  |               |             |             |             |
|  |                           | Estrela do Norte          | 0                         | 1                         | 1 |               |                           |                           |                           |                           |  |  |               |             |             |             |
|  | Desportiva Ferroviária    | Estrela do Norte          | 0                         | 1                         | 1 | 0             | 0                         | 0 (2)                     |                           |                           |  |  |               |             |             |             |
|  | Desportiva Ferroviária    |                           |                           |                           |   | 0             | 0                         | 0 (2)                     |                           |                           |  |  |               |             |             |             |
|  | Estrela do Norte (pen)    | 0                         | 0                         | 0 (4)                     |   |               |                           |                           |                           |                           |  |  |               |             |             |             |

## Premiação
| Copa Espírito Santo de 2022    |
| ------------------------------ |
| Vitória-ES Campeão (4° título) |

## Técnicos
| Equipe                 | Técnico                  |
| ---------------------- | ------------------------ |
| Aster Brasil           | Amarildo Amaral (1ª—)    |
| CTE Colatina           | Edval Rodrigues (1ª—)    |
| Desportiva Ferroviária | Antônio Carlos Roy (1ª—) |
| Estrela do Norte       | André Visser (1ª—)       |
| GEL                    | Márcio Mazzei (1ª—)      |
| Linhares               | Raí Sousa (1ª-)          |
| Nova Venécia           | Cássio Barros (1ª—)      |
| Pinheiros              | Abilio Silva (1ª—)       |
| Real Noroeste          | Duzinho Reis (1ª—)       |
| Rio Branco-ES          | Eleomar Pereira (1ª-)    |
| Serra                  | Charles de Almeida (1ª-) |
| Sport-ES               | Fabricio Rodrigues (1ª-) |
| Vilavelhense           | Gildo Júnior (1ª-)       |
| Vitória-ES             | Rodrigo César (1ª-)      |